# 斗賀野站
斗賀野站（日语：／ Togano eki */?）是一位於日本高知縣高岡郡佐川町東組、隸屬於四國旅客鐵道（JR四國）的鐵路車站。車站編號為K15，本站只停靠普通列車。附近有散落的民居，但仍以農地為主。
車站曾是主要貨運站，尤其是附近採礦場的石灰，有專用的路軌負責運送。礦場關閉後，貨物路軌亦棄用。

## 車站結構
站舍為單層木製建築，設有票務處及候車室。現時本站為業務委託站，由非JR職員負責售票事宜。

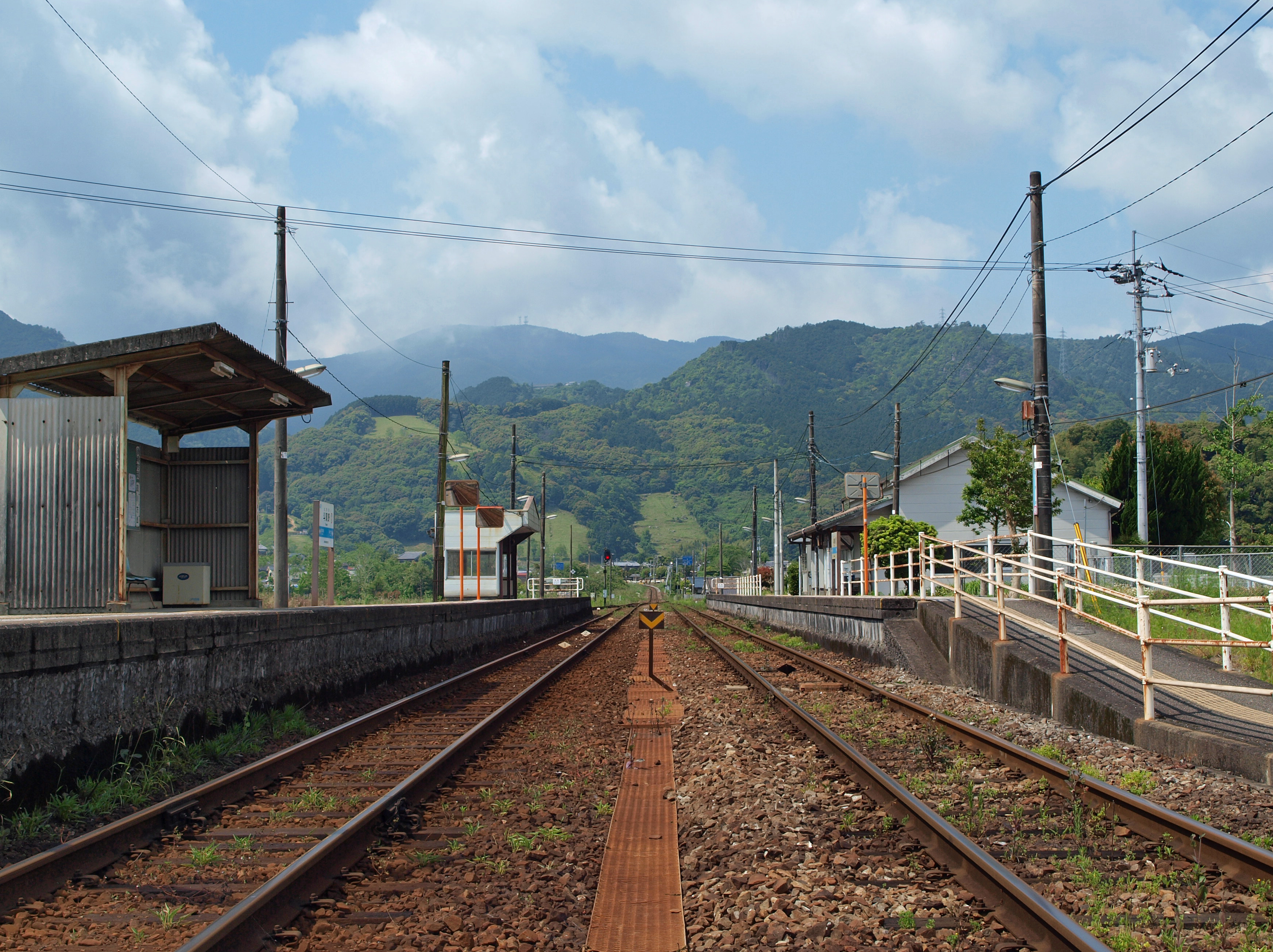
從車站平交道上近攝兩邊月台，右邊為下行的2號月台；左邊為上行1號月台。

設有側式月台及島式月台各1個，提供2線2面的配置。近站舍為1號月台。島式月台現時只使用其中一邊作2號月台，另一邊為原貨物線道，部份路軌已被拆走，只留下少部份作為避線或工程車停泊之用。島式月台及站舍以平交道連接月台末端向襟野野站方向。另外,在2號月台中央設有有蓋候車室。
列車入站限速為50km/h，這是因為本站由單軌路段轉至雙軌路段採用Y型的轉轍器，亦即是說，雙軌路段並無主副線／側線之分，因此列車入站時，須減速通過車站。

### 月台配置
| 月台 | 路線    | 方向     | 目的地             |
| ---- | ------- | -------- | ------------------ |
| 1    | ■土讚線 | （上行） | 高知、土佐山田方向 |
| 2    | ■土讚線 | （下行） | 須崎、窪川方向     |

## 歷史

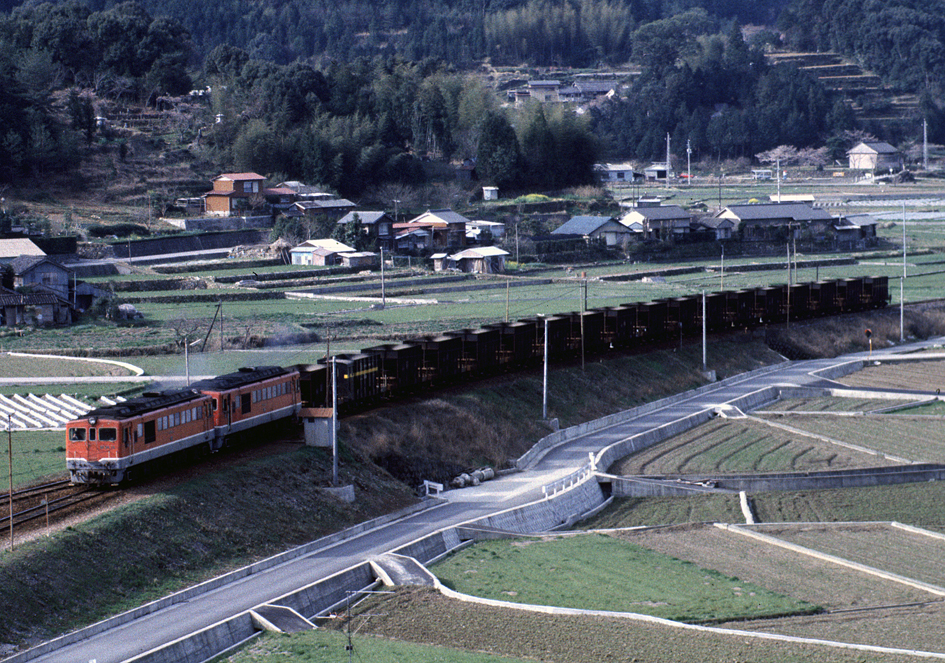
攝於1983年，一列運送石灰的工業専用列車準備駛進專用路軌段（即現時的3號月台）。

- 1924年3月30日：開業，兼辦客運和貸運服務。[3]。
- 1942年：土佐石灰工業大平山礦山専用線開始使用。
- 1960年6月28日：專用貨運列車改在専用線上辦理。[3]
- 1969年10月1日：旅客手提行李及小型行李再托運停止。[3]
- 1970年6月1日：小型貨物托運停止。只辦理旅客手提行李及小型行李（只限當站處理）及專用貨運列車。[3]
- 1984年2月1日：行李托運停止。[3]
- 1987年4月1日：日本國鐵分割民營化，車站的營運由JR四國繼承。
- 1992年10月1日：貨運服務停止。土佐石灰工業専用線亦停止運作。
- 2010年（平成22年）10月1日：無人化。[4]

## 相鄰車站
四國旅客鐵道（JR四國）
■土讚線
襟野野（K14）－斗賀野（K15）－吾桑（K16）